# Rairos (Puebla del Brollón)
Rairos es una aldea española situada en la parroquia de Cereixa, del municipio de Puebla del Brollón, en la provincia de Lugo, Galicia.

## Geografía
Está situado a 351 metros de altitud junto al río Saa.

## Demografía
| Gráfica de evolución demográfica de Rairos entre 2000 y 2019 |
|                                                              |
| Datos según el nomenclátor publicado por el INE.             |